# ロカス環礁
ロカス環礁（Atol das Rocas）は、南緯03度52分 西経33度49分 / 南緯3.867度 西経33.817度に位置する大西洋上の環礁で、ブラジルのリオ・グランデ・ド・ノルテ州に属している。火山活動に起源を持つ、サンゴ礁のおりなす地形である。ロカス島とも呼ばれる。
楕円形の環礁は長さ 3.7 km、幅 2.5 km で、礁湖は深さ 6m 、面積は 7.1 km2 である。2つの小島部分（南西のセミテリオ Cemitério 島、北西のファロル・カイ Farol Cay 島）の面積は 0.36 km2 で、ファロル・カイ島はほぼ3分の2が砂利の地域である。海抜標高の最高地点はファロル・カイ島南の砂丘で、高さは6 mである。どちらの小島も草や低木がよく茂っており、ヤシの木も見られる。アオウミガメの重要な繁殖地であり、タイマイ、アカウミガメ、ニシレモンザメ、カニ、クモ、サソリ、スナノミ、甲虫類、ゴキブリなどのほか、数多くの鳥類が生息している。2015年にラムサール条約登録地となった。
ファロル・カイ島の北端には灯台があり、ブラジルの沿岸警備隊が1960年以降使用し、手入れもしている。そばには、1933年以降見捨てられた古い灯台もある。

## 世界遺産
ロカス環礁は「ロカス環礁海洋生物保護区」（Reserva Biológica Marinha do Atol das Rocas, Biological Marine Reserve of Rocas Atoll）として自然保護区になっており、2001年には同じく大西洋上に浮かぶフェルナンド・デ・ノローニャ諸島の国立公園（フェルナンド・デ・ノローニャ国立海洋公園）とともに、ユネスコの世界遺産に登録された。ロカス環礁海洋生物保護区の登録面積は 32000 ha である。
多くのウミガメ、サメ、イルカなどの鯨類、マグロ、カジキなどの魚類や多種多様な熱帯の海鳥、海綿動物、貝類などの軟体動物、サンゴが棲息している。主にサンゴと紅藻で構成されている環礁の環はほとんど閉じているが、北側に幅 200m の水路が、西側にはもっと狭い水路が、それぞれ開いている。
自然保護区とされているため、現在は科学的調査にのみ開かれている。もともと陸地から隔たった位置にあったことから、人の手によって荒らされることはほとんどなかった。反面、研究者にとってもアクセスの困難さが立ちはだかり、この環礁の研究が進まない理由にもなってきた。ただし、昆虫の動物相のみは既に記録がなされている。

### 登録基準
この世界遺産は世界遺産登録基準のうち、以下の条件を満たし、登録された（以下の基準は世界遺産センター公表の登録基準からの翻訳、引用である）。
- (7) ひときわすぐれた自然美及び美的な重要性をもつ最高の自然現象または地域を含むもの。
- (9) 陸上、淡水、沿岸および海洋生態系と動植物群集の進化と発達において進行しつつある重要な生態学的、生物学的プロセスを示す顕著な見本であるもの。
- (10) 生物多様性の本来的保全にとって、もっとも重要かつ意義深い自然生息地を含んでいるもの。これには科学上または保全上の観点から、すぐれて普遍的価値を持つ絶滅の恐れのある種の生息地などが含まれる。